# Langholms Trille
Langholms Trille er en lille, forholdsvis nydannet, ubeboet ø i det Sydfynske Øhav på det flade vand mellem Ristinge på Langeland og Marstal på Ærø. Øen ligger umiddelbart nord for den sydøstligste del af Langholm. Den kan nås ved vadning fra Langholm men er endnu ubevokset, og kun få ynglefugle har rede på den.

## Ekstern henvisning
- www.sydforfyn.dk – Langholm